# Alpine Electronics
Alpine Electronics (jap. アルパイン株式会社, Arupain Kabushiki kaisha) ist ein japanischer Hersteller von Autoradios, Lautsprechern, Verstärkern und Navigationssystemen. Im Jahr 2006 machte Alpine 76 % seines Umsatzes mit OEM-Lösungen, hauptsächlich für Premium-Automarken. Der Hauptsitz von Alpine befindet sich in Iwaki.
Alpine Electronics wurde 1967 als Joint Venture zwischen Alps und Motorola unter dem Namen Alps-Motorola gegründet. Die Motorola-Anteile wurden 1978 von Alps übernommen und das Unternehmen in Alpine Electronics umfirmiert, Alpine gehört seitdem vollständig zum Alps-Konzern.

## Wichtige Produkte und Erfindungen

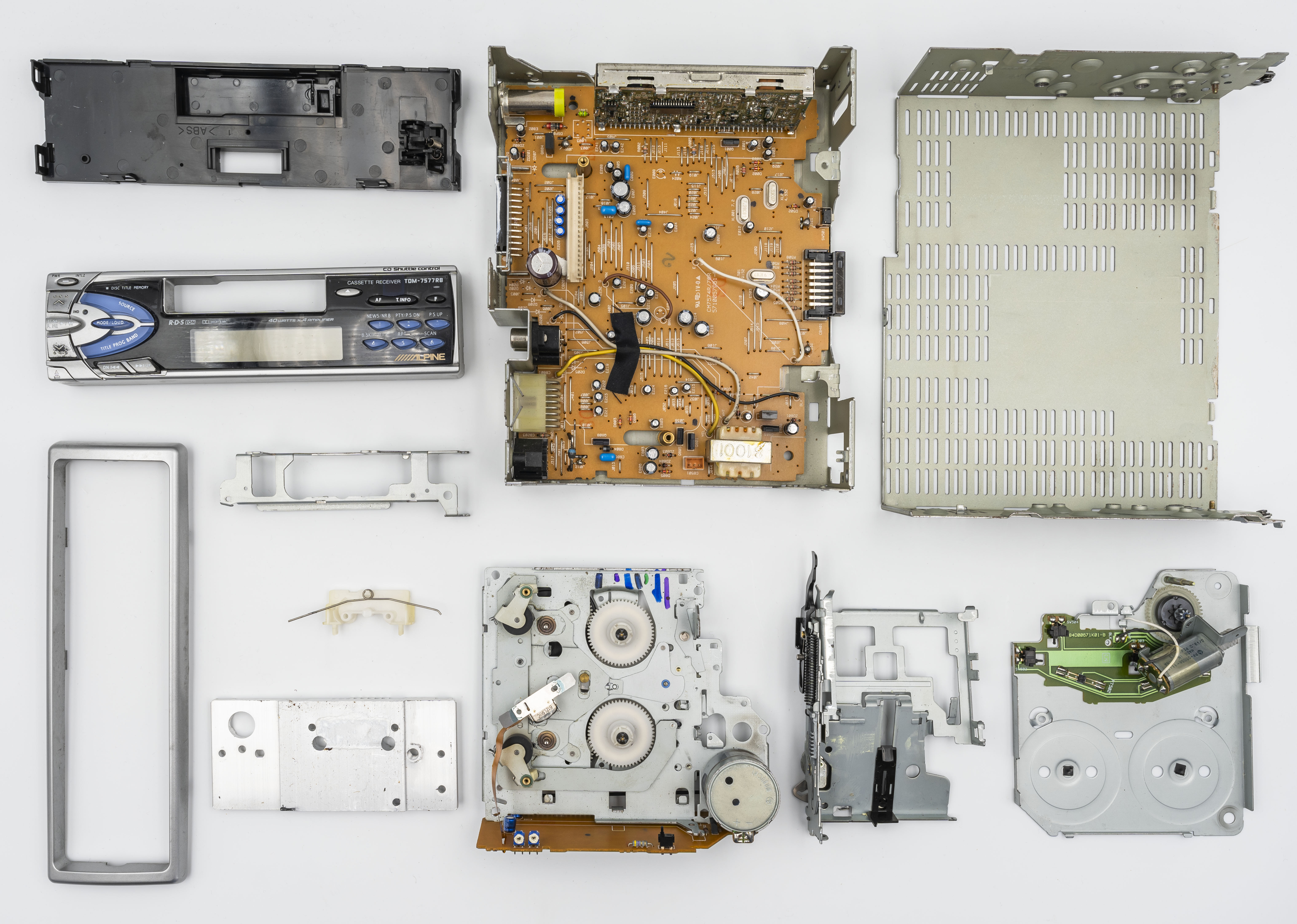
Eines der historischen Autoradios von Alpine Electronics; auseinandergebaut

- 1981: Weltweit erstes Auto-Navigationssystem
- 1982: Weltweit erster Auto-Equalizer
- 1993: Weltweit erster DIN-Schacht-CD-Wechsler
- 2004: Weltweit erstes Dolby-Digital-EX-Nachrüstsystem für Autos
- 2004: Weltweit erste Firma, die Autoradios herstellt, die mit dem iPod kompatibel sind